# Хаас Лола
Не путать с Haas F1 Team — командой, дебютировавшей в Формуле-1 в 2016 г.
Хаас Лола (англ. Team Haas (USA) Ltd) — бывшая американская автогоночная команда, выступавшая в чемпионате мира Формулы-1 с 1985 по 1986 года. Команда была создана в 1984 году предпринимателем Карлом Хаасом и бывшим боссом МакЛарен Тедди Майером, финансовую поддержку осуществляла американская пищевая компания — Беатрис Фудс

## История
В 1984 Карл Хаас подписал успешный контракт с компанией Беатрис Фудс  для выступления своей команды в турнире CART PPG Indy Car World Series, в рамках удачного соглашения, Беатрис согласилась финансировать команду для выступления в чемпионате Формула 1 и приобрести новые двигатели Форд. Двигатель Форд V6 с турбонаддувом  был в процессе разработки и будущая команда была эксклюзивным получателем в течение трёх лет.  В рамках анонса, бывший чемпион мира Алан Джонс объявил о своем возвращении после трехгодичного перерыва, чтобы управлять новым болидом команды в 1985 году.
Заручившись хорошим финансированием и новыми двигателями, Карл Хаас начал создавать команду и организацией проектной группы для разработки нового автомобиля. Бывший руководитель Макларен Тедди Майер стал совладельцем проекта, и автоматизировал команду к настройке на свою базу на бывший завод в Колнбруке, Англия, а также создал компанию Formula One Race Car Engineering . Конструкторский отдел возглавил бывший главный инженер Уильямс, Нил Оутли, в команду также был приглашен инженер  Росс Браун.
Карл Хаас был официальным импортером автомобилей британской фирмы Lola Cars International в США, и пожелал связать популярное название Lola с командой. Однако, Лола не участвовала в проекте, и не играла никакой роли в дизайне и строительстве болидов команды Хаас Лола.

### Сезон 1985

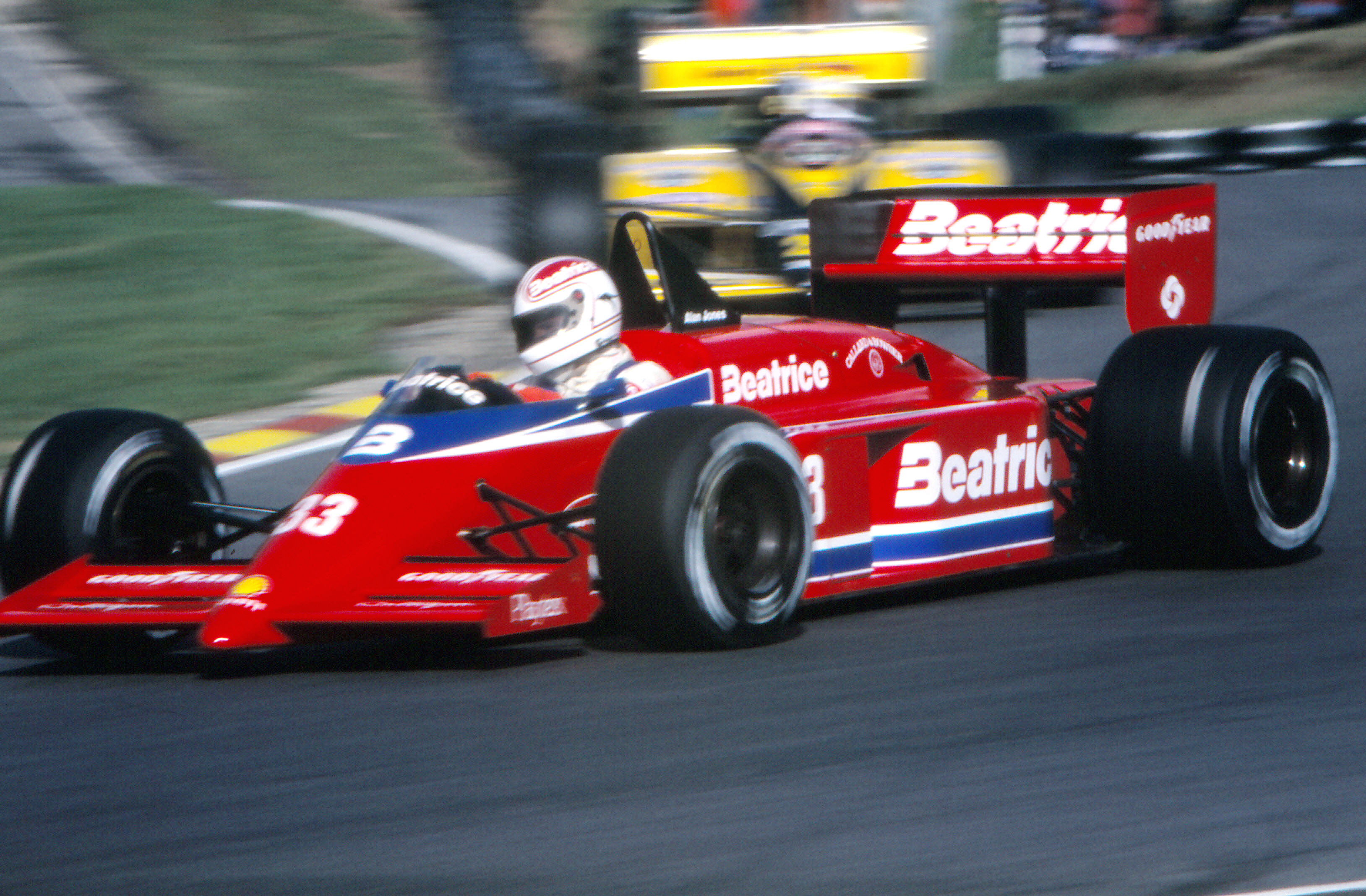
Алан Джонс на Lola THL1 в Гран-при Европы 1985 года

Первый болид команды THL1, разрабатывавшийся Нилом Оутли, всё ещё находился в стадии разработки в начале сезона 1985 года и был готов только к двенадцатому этапу, Гран-при Италии. Между тем, обещанные команде двигатели Ford TEC также не были готовы (сделка по постройке Ford V6 с турбонаддувом была заключена только на Гран-при Великобритании 1984 года, и специалист в области двигателестроения Кит Дакворт потерял 4 месяца в безуспешных попытках разработать 4-цилиндровый двигатель, после чего было решено выбрать компоновку V6). Это заставило Haas заключить сделку с Hart Racing Engines на использование 1,5-литровых 4-цилиндровых двигателей 415T с турбонаддувом до тех пор, пока не будут завершены работы над агрегатами Ford. Goodyear стала поставщиком шин для команды.
Команда впервые выступила на гонке в Монце. Джонс сумел квалифицироваться на 25-м месте из 27. Всего после шести кругов гонки двигатель Hart вышел из строя. Haas не смогли принять участие в следующем этапе, Гран-при Бельгии в Спа, так как эта гонка была перенесена с изначально запланированной даты 2 июня на 15 сентября из-за проблем с дорожным покрытием. Более того, команда Haas не числилась в предварительном списке участников, и поэтому принять участие в гонке не смогла.
Команда вернулась на Гран-при Европы в Брэндс-Хэтч, где Джонс сумел выйти на 22-е место, но сошёл после 13 кругов из-за повреждённого радиатора.
В ЮАР Джонс квалифицировался 18-м из 21, но не стартовал. Официальная причина этого была в том, что он заболел, хотя в то время ходили слухи, что команда решила присоединиться к французским командам Renault и Ligier для бойкотирования гонки в знак протеста против политики апартеида в Южной Африке. В 2017 году Джонс описал встречу с Берни Экклстоуном за ночь до гонки, который предложил Джонсу симулировать болезнь на следующее утро и не выходить никуда. Экклстоун описал, как в США на Beatrice оказывалось давление со стороны активистов, таких как Джесси Джексон, чтобы они не участвовали в гонках, предупреждая, что может быть забастовка со стороны афроамериканских рабочих компании. Только Джонс и руководитель команды Тедди Майер и Карл Хаас знали об этих планах. Джонс сказал: «Итак, в субботу утром я ушел. Я просто не появлялся. У нас была машина, готовая к гонке, и тут нам сказали:« AJ поражен вирусом, и мы в гонке не участвуем.»
Последняя гонка сезона состоялась в Австралии, и после того, как домашний любимец Джонс удостоился чести первым проехать по новой городской трассе в Аделаиде, он квалифицировался 19-м. В гонке он показал, что не потерял своего мастерства, сумев прорваться после того, как его болид заглох, с последнего места на 6-е, но после 20 кругов сошёл из-за проблем с электрикой.

## Результаты выступлений Хаас Лола в «Формуле-1»
| Легенда к таблице |                                                                    |
| --- | ------------------------------------------------------------------ |
| В таблице перечислены результаты всех Гран-при Формулы-1, в которых принимала участие команда. Строками таблицы являются сезоны, столбцами — этапы чемпионата мира. В каждой клетке указаны сокращённое название этапа и результаты гонщиков команды, дополнительно обозначенные цветом. Расшифровка обозначений и цветов представлена в нижеследующей таблице. |                                                                    |
| \| Пример \| Описание \| \| ------------ \| ------------------------------------------------------------------ \| \| 1 \| Победитель \| \| 2 \| Второе место \| \| 3 \| Третье место \| \| 5 \| Финишировал, заработав очки \| \| Сход \| Не финишировал, но при этом заработал очки \| \| 12 \| Финишировал, не получив очков \| \| НКЛ \| Финишировал, но не попал в финальную классификацию \| \| 15 \| Участвовал вне зачёта, либо по отдельной классификации \| \| 18 \| Не финишировал, но попал в финальную классификацию \| \| Сход \| Не финишировал \| \| НКВ \| Не прошёл квалификацию \| \| НПКВ \| Не прошёл предквалификацию \| \| ДСК \| Дисквалифицирован \| \| ИСК \| Исключён из протокола соревнований \| \| ТТ \| Заявлен для участия только в тренировках \| \| НС \| Участвовал в квалификации, но не стартовал в гонке \| \| Т \| Травмирован или болен \| \| ОТК \| Отказ от участия \| \| НТР \| Прибыл на соревнования, но на трассу не выезжал \| \| НПР \| Был заявлен в числе участников, но не прибыл к началу соревнований \| \| О \| Соревнования отменены \| \| \| Не участвовал \| \| Поул-позиция \| \| \| Быстрый круг \| \| |                                                                    |
| Пример | Описание                                                           |
| 1 | Победитель                                                         |
| 2 | Второе место                                                       |
| 3 | Третье место                                                       |
| 5 | Финишировал, заработав очки                                        |
| Сход | Не финишировал, но при этом заработал очки                         |
| 12 | Финишировал, не получив очков                                      |
| НКЛ | Финишировал, но не попал в финальную классификацию                 |
| 15 | Участвовал вне зачёта, либо по отдельной классификации             |
| 18 | Не финишировал, но попал в финальную классификацию                 |
| Сход | Не финишировал                                                     |
| НКВ | Не прошёл квалификацию                                             |
| НПКВ | Не прошёл предквалификацию                                         |
| ДСК | Дисквалифицирован                                                  |
| ИСК | Исключён из протокола соревнований                                 |
| ТТ | Заявлен для участия только в тренировках                           |
| НС | Участвовал в квалификации, но не стартовал в гонке                 |
| Т | Травмирован или болен                                              |
| ОТК | Отказ от участия                                                   |
| НТР | Прибыл на соревнования, но на трассу не выезжал                    |
| НПР | Был заявлен в числе участников, но не прибыл к началу соревнований |
| О | Соревнования отменены                                              |
| | Не участвовал                                                      |
| Поул-позиция |                                                                    |
| Быстрый круг |                                                                    |

| Сезон      | Шасси     | Двигатель                      | Ш | Гонщики      | 1    | 2    | 3    | 4    | 5    | 6   | 7    | 8    | 9    | 10  | 11   | 12   | 13   | 14   | 15   | 16   | Место | Очки |
| ---------- | --------- | ------------------------------ | - | ------------ | ---- | ---- | ---- | ---- | ---- | --- | ---- | ---- | ---- | --- | ---- | ---- | ---- | ---- | ---- | ---- | ----- | ---- |
| 1985       | Lola THL1 | Hart 415T I4 Т                 | G |              | БРА  | ПОР  | САН  | МОН  | КАН  | ДЕТ | ФРА  | ВЕЛ  | ГЕР  | АВТ | НИД  | ИТА  | БЕЛ  | ЕВР  | ЮАР  | АВС  | НКЛ   | 0    |
| 1985       | Lola THL1 | Hart 415T I4 Т                 | G | Алан Джонс   |      |      |      |      |      |     |      |      |      |     |      | Сход |      | Сход | НС   | Сход | НКЛ   | 0    |
| 1986       | Lola THL1 | Hart 415T I4 Т                 | G |              | БРА  | ИСП  | САН  | МОН  | БЕЛ  | КАН | ДЕТ  | ФРА  | ВЕЛ  | ГЕР | ВЕН  | АВТ  | ИТА  | ПОР  | МЕК  | АВС  | НКЛ   | 0    |
| 1986       | Lola THL1 | Hart 415T I4 Т                 | G | Алан Джонс   | Сход | Сход |      |      |      |     |      |      |      |     |      |      |      |      |      |      | НКЛ   | 0    |
| 1986       | Lola THL1 | Hart 415T I4 Т                 | G | Патрик Тамбе | Сход | 8    | Сход |      |      |     |      |      |      |     |      |      |      |      |      |      | НКЛ   | 0    |
| 1986       | Lola THL2 | Ford Cosworth GBA 1,5 V6 TEC Т | G | Алан Джонс   |      |      | Сход | Сход | 11   | 10  | Сход | Сход | Сход | 9   | Сход | 4    | 6    | Сход | Сход | Сход | 8     | 6    |
| 1986       | Lola THL2 | Ford Cosworth GBA 1,5 V6 TEC Т | G | Патрик Тамбе |      |      |      | Сход | Сход | НС  |      | Сход | Сход | 8   | 7    | 5    | Сход | НКЛ  | Сход | НКЛ  | 8     | 6    |
| 1986       | Lola THL2 | Ford Cosworth GBA 1,5 V6 TEC Т | G | Эдди Чивер   |      |      |      |      |      |     | Сход |      |      |     |      |      |      |      |      |      | 8     | 6    |
| Источники: |           |                                |   |              |      |      |      |      |      |     |      |      |      |     |      |      |      |      |      |      |       |      |

### Комментарии
1. ↑  Beatrice Foods, титульный спонсор команды